# Phạm Lê Trần
Nguyên Lê Trần (nhũ danh Phạm Lê Trần), còn được gọi là Madame Khánh, là vợ của Đại tướng Nguyễn Khánh và Đệ nhất Phu nhân Việt Nam Cộng hòa giai đoạn 1964-1965.
Là một Đệ Nhất Phu nhân, bà thường xuyên đến các bệnh viện để hỗ trợ tinh thần cho những quân nhân và cùng chồng tham gia nhiều công việc quan trọng của nhà nước.

## Di cư khỏi Việt Nam
Ngày 25 tháng 2 năm 1965, chồng bà được bổ nhiệm chức vụ Đại sứ Vô nhậm sở (đại sứ nhưng không cụ thể tại một quốc gia nào) và hai vợ chồng bắt đầu đi khắp thế giới. Địa điểm đầu tiên của họ là trụ sở Liên Hợp Quốc tại thành phố New York, Hoa Kỳ.
Năm 1968, mẹ của bà bị bệnh nặng nên bà phải quay trở về Việt Nam nhưng Tổng thống Nguyễn Văn Thiệu ra lệnh cho cơ quan nhập cảnh của Việt Nam Cộng hòa từ chối không cho phép bà nhập cảnh.

## Cuộc sống lưu vong
Sau khi rời Việt Nam vào năm 1965, họ sống ở New York rồi sau đó chuyển đến Paris, Pháp. Năm 1977, bà lại chuyển về Hoa Kỳ để ở với chồng và bốn người con. Ngày 25 tháng 6 năm 1991, bà và chồng có chuyến thăm Đặc khu kinh tế của Cộng hòa Nhân dân Trung Hoa.

## Gia đình
Bà có tổng cộng 7 người con, trong đó 6 người con còn sống và 1 người đã bị chết trong một tai nạn sông nước ở Việt Nam vào năm 1963.